# Fade (canção de Kanye West)
"Fade" é uma canção do rapper estadunidense Kanye West, contida em seu sétimo álbum de estúdio The Life of Pablo (2016). Conta com a participação do rappers compatriotas Post Malone e Ty Dolla Sign. A faixa foi lançada em 9 de setembro de 2016, através da Def Jam, servindo como o terceiro single do disco.

## Faixas e formatos
| Download digital |        |         |  |
| N.º              | Título | Duração |  |
| 1.               | "Fade" | 3:13    |  |

## Desempenho nas tabelas musicais

### Posições
| Tabela musical (2016)                                  | Melhor posição |
| ------------------------------------------------------ | -------------- |
| Canadá (Canadian Hot 100)                              | 79             |
| Estados Unidos (Billboard Hot 100)                     | 47             |
| Estados Unidos (Billboard R&B/Hip-Hop Songs)           | 39             |
| França (Syndicat National de l'Édition Phonographique) | 8              |
| Irlanda (Irish Recorded Music Association)             | 85             |
| Reino Unido (UK Singles Chart)                         | 65             |
| Reino Unido (UK R&B Chart)                             | 11             |

## Histórico de lançamento
| País           | Data                   | Formato           | Gravadora |
| -------------- | ---------------------- | ----------------- | --------- |
| Estados Unidos | 20 de setembro de 2016 | Rádios mainstream | Def Jam   |
| Estados Unidos | 20 de setembro de 2016 | Rádios rhythmic   | Def Jam   |
| Estados Unidos | 20 de setembro de 2016 | Rádios urban      | Def Jam   |